# Дино Будзати
Дино Будзати Траверсо (на италиански: Dino Buzzati Traverso) е италиански публицист, есеист, писател и талантлив художник, особено известен със сюрреалистичната си проза и своите разкази с фантастичен елемент.

## Биография

### Произход и юношески години
Дино Будзати се ражда в семейството на заможните венецианци Алба Мантовани и Джулио Чезаре Будзати (университетски преподавател по международно право, изтъкнат юрист). Той е третото от четири деца – по-големите са Аугусто, който ще стане инженер, и Анджелина, а по-малкият Адриано се прославя в областта на биологията и генетиката.
Семейство Будзати прекарва летата във вилата си в Белуно, а останалата част от годината – в Милано, където баща му – професор по международно право – работи в новооснования Икономически университет „Луиджи Бокони“, разпределяйки времето си между работата там и преподаването в по-стария университет в Павия. Семейната вила и библиотека са от основно значение за образоването на бъдещия писател. В ранното си детство Дино Будзати проявява голямо внимание и чувствителност към изобразителното изкуство и музиката, като на 12-годишна възраст се научава да свири на пиано и цигулка, макар по-късно да изоставя тези занимания. С израстването на Будзати е свързана и любовта му към планините, която ще го накара да се катери и да мечтае за планини до края на живота си.
След смъртта на баща си, на 14-годишна възраст, Будзати се записва в класическия лицей „Джузепе Парини“ в Милано, където се запознава с Артуро Брамбила; двамата стават приятели и дори си организират двубои по писане. С него той започва плътна кореспонденция, която продължава до преждевременната смърт на Брамбила. През тези години Будзати развива интерес към египетската култура (в писмата си с Брамбила дълго време се подписва с името Динубис) и към Артър Ракъм.
След като завършва гимназия, Будзати проявява желание да напише роман. Записва да следва право, за да изпълни завета на семейството си, и се дипломира на 10 октомври 1928 г. с труд, озаглавен „La natura giuridica del Concordato“ („Правната природа на конкордата“).

### Журналистическа кариера
Работи като журналист във вестник „Кориере дела сера“ от началото (през 1928 г.) до края на кариерата си.
На 27 март 1933 г. публикува там първото си „елзевиро“ (в италианската печатна журналистика това е есе, което се отпечатва на трета страница и представлява художествено издържано като език и ерудирано разглеждане на дадена тема), „Животът и любовта на рицаря жаба. Фалстафът на фауната“, което не се харесва на някои от големите имена на вестника. Въпреки това Бузати продължава да пише оригинални елзевири с високо литературно качество през целия си живот.
Между 1935 и 1936 г. ръководи месечното приложение „La Lettura“. През тези години започва да се посвещава преди всичко на писането на кратки разкази, които публикува и на страниците на „Кориере дела сера“. През 1940 г., годината, в която е отпечатан романът му „Татарската пустиня“, той е военен кореспондент на вестника в Адис Абеба. Качва се на различни съдове на Италианския кралски флот и изпраща множество военни дописки, които са събрани през 1992 г. в сборника „Il buttafuoco: cronache di guerra sul mare“.
От януари до лятото на 1942 г. Будзати пребивава инкогнито в Месина като военен кореспондент и военен оператор във военноморската база Марина ди Сичилия със задача да състави техническо ръководство „за настоящата морска война“.
На 26 април 1945 г. става автор на публиканата на първа страница редакционна статия „Хроника на паметните часове“ – разказ и коментар за Освобождението от предишния ден.
От 1950 до 1963 г. е заместник главен редактор на изданието на вестника за уикенда: списанието „Domenica del Corriere“. Всъщност е редактор в сянка: той е този, който ръководи сътрудниците на изданието и отговаря за оформлението, графиката, заглавията и темите, които ще бъдат отразявани (спорт, кино, поп музика, телевизия, политика). В неговите ръце изданието изключително увеличава продажбите си, като не малко пъти достига един милион екземпляра.
През 1965 г. Будзати написва поредица от статии, озаглавена „В търсене на загадъчната Италия“, в която разглежда очевидно паранормални събития, видения, теофании и спиритични явления в следвоенна Италия. Десетте статии и други текстове от същия жанр са събрани в сборника „I misteri d'Italia“, публикуван посмъртно през 1978 г.

## Творчество
Първото му произведение – кратък роман за горски стражари, озаглавен „Барнабо от планината“ – излиза през 1933 г. (под пълното му име „Дино Будзати Траверсо“), но авторът се прочува в Италия и по света няколко години по-късно, с неконвенционалния роман „Татарската пустиня“ (1940).
Редовно публикува разкази, които в различни комбинации събира в множество сборници, с един от които – „Шейсет разказа“ (1958) – печели най-високото отличие за литература в Италия, наградата „Стрега“.
Сред произведенията на Будзати са също така сборниците „Коломбър“ (1966) и „Трудни нощи“ (1971), романите „Големият портрет“ (1960) и „Една любов“ (1963 – за изстраданата си любов с балерина от „Ла Скала“), пиеси, либрето, комикси (например осъвременената версия на мита за Орфей и Евридика в „Поема в картинки“, 1969).
Будзати публикува и детски книги: „Тайната на старата гора“ (1935) и „Чутовното нашествие на мечките в Сицилия“ (1945, илюстрирана от самия него).

## Семейство и смърт
През декември 1966 г. Будзати се жени за младата Алмерина Антониаци.
Умира от рак на панкреаса в клиниката „La Madonnina“ в Милано на 28 януари 1972 г. През лятото на 2010 г. прахът му е разпръснат над планинския масив Крода да Лаго в любимите Доломити.

### Романи
- Bàrnabo delle montagne (1933; 1949; 1979)
Ба̀рнабо от планината. Превод от италиански Нева Мичева. София: Лист, 2020
- Il segreto del Bosco Vecchio (1935; 1957; 1979).
Тайната на Старата гора. Превод от италиански Нева Мичева, илюстрации Кирил Златков. София: Лист, 2019[4]
- Il deserto dei Tartari (1940; 1945)
Татарската пустиня. Превод от италиански Хубан Стойнов. София: Народна култура, 1981
- La famosa invasione degli orsi in Sicilia (1945; 1958; 1977)
Чутовното нашествие на мечките в Сицилия. Превод от италиански Нева Мичева. София: Точица, 2015
- Il grande ritratto (1960)
Големият портрет. Превод от италиански Хубан Стойнов. Варна: Георги Бакалов, 1985
- Un amore (1963)

### Повести и разкази[5]
- I sette messaggeri, 1942
- Paura alla Scala, 1949
- In quel preciso momento, 1950 (2-ро доп. изд. 1955; 3-то изд. 1963)
Част включена в Наркоза. Превод от италиански Хубан Стойнов. София: Народна култура, 1984.
- Il crollo della Baliverna, 1954 (Награда „Неапол“).
- Esperimento di magia. 18 разказа, 1958.
- Sessanta racconti, 1958 (Награда „Стрега“).
Шейсет разказа. Превод от италиански Нева Мичева. София: Колибри, 2011[6]
Част включена в Наркоза. Превод от италиански Хубан Стойнов. София: Народна култура, 1984.
- Egregio signore, Siamo spiacenti di..., 1960 (със заглавие Siamo spiacenti di, 1975)
- Il colombre e altri cinquanta racconti, 1966
Коломбър. Превод от италиански Нева Мичева. Пловдив: Жанет 45 („Кратки разкази завинаги“), 2014
Част включена в Наркоза. Превод от италиански Хубан Стойнов. София: Народна култура, 1984.
- La boutique del mistero, 1968
Част включена в Наркоза. Превод от италиански Хубан Стойнов. София: Народна култура, 1984.
- Le notti difficili, 1971
Част включена в Наркоза. Превод от италиански Хубан Стойнов. София: Народна култура, 1984.

### Антологии
- Romanzi e racconti, 1975. Съдържа: Il deserto dei Tartari, Un amore, una scelta di racconti e la raccolta di poesie Scusi da che parte per piazza del Duomo?.
- Opere scelte, 1998
- I capolavori, 2005, ISBN 88-04-54995-5. Съдържа: Il deserto dei Tartari, Un amore e Sessanta racconti.

#### Посмъртни антологии
- 180 racconti, 1982.
- Il reggimento parte all'alba, 1985; 2018.
- Il meglio dei racconti, 1990.
- Lo strano Natale di Mr. Scrooge e altre storie, 1990.
- Bestiario, 1991
- Le cronache fantastiche di Dino Buzzati (2 тома: I. Delitti, II. Fantasmi), 2003.
- Il panettone non bastò. Scritti, racconti e fiabe natalizie, 2004
- Il «Bestiario» di Dino Buzzati (2 тома: I. Cani, gatti e altri animali, II. L'alfabeto dello zoo), 2015, ISBN 978-88-046-5190-1.

### Публицистика
- Cronache terrestri, 1972
- Il delitto all'italiana. 18 cronache "nere" e undici disegni, 1977
- I misteri d'Italia, 1978
- Dino Buzzati al Giro d'Italia, 1981
- Cronache Nere, a cura di Oreste Del Buono, 1984
- Le montagne di vetro, 1989, ISBN 978-88-780-8203-8
- Il buttafuoco. Cronache di guerra sul mare, 1992
- La «nera» di Dino Buzzati (2 тома: I. Crimini e misteri, II. Incubi), 2002
- Sulle Dolomiti. Scritti dal 1932 al 1970, 2005
- I fuorilegge della montagna (2 тома: I. Uomini e Imprese alpinistiche, II. Scalate, Discese e Gare Olimpiche), 2010
- Con il Papa in Terrasanta, 2014

### Поезия
- Il capitano Pic e altre poesie, 1965, 1982
- Scusi, da che parte per Piazza del Duomo?, 1965, 1967
- Tre colpi alla porta, 1965

### Театър
- Piccola passeggiata, 1942
- La rivolta contro i poveri, 1946
- Un caso clinico, 1953
- Drammatica fine di un noto musicista, 1955
- Sola in casa, в «L'Illustrazione italiana», 1958
- Una ragazza arrivò..., 1959
- Le finestre, 1959
- L'orologio, 1959
- Un verme al Ministero, 1960
- Il mantello, 1960
- I suggeritori, 1960
- L'uomo che andrà in America, 1962
- L'aumento, 1972 (написана през 1962)
- La colonna infame, 1962
- Spogliarello, 1964
- La telefonista, 1992 (написана през 1964)
- La fine del borghese, 1966
- Teatro, 1980 (препречатка през 2006 с допълнение на оригинален текст).

### Музикални либрети
- Ferrovia soprelevata, 1955; 1960 (музика на Luciano Chailly)
- Procedura penale, 1959 (музика на Luciano Chailly)
- Il mantello, 1960 (музика на Luciano Chailly)
- Battono alla porta, 1963 (музика на Riccardo Malipiero), Награда „Италия“
- Era proibito, 1963 (музика на Luciano Chailly).

### Каталози на изкуството и други графични издания
- Le storie dipinte, 1958, 1977 в 1000 бройки; 2013
- Poema a fumetti, 1969.
- I miracoli di Val Morel, Milano, Garzanti, 1971 (1-во изд. в каталога Miracoli inediti di una santa, 1970; после Per grazia ricevuta, 1983).
- Osvaldo Patani, Le gambe di Saint Germain, с авторски акварели, 1971
- Maccari e Buzzati al Teatro alla Scala, 1990
- Buzzati pittore, 1992.
- Dino Buzzati. La donna, la città, l'inferno, 1997
- Buzzati 1969: il laboratorio di "Poema a fumetti", 2002
- Buzzati racconta. Storie dipinte e disegnate (изложбен каталог), 2006
- Buzzati alla Scala, 2006
- Catalogo dell'opera pittorica, a cura di Nicoletta Comar, Gorizia, Edizioni della Laguna, 2006.

### Други
- Il libro delle pipe, заедно с G. Ramazzotti и с авторски илюстрации, Milano, Antonioli, 1945; 1966
- Come fece Erostrato, 1965
- I dispiaceri del re, с илюстрации на Глория Леонети, 1980 (после с илюстрации на Annalisa Bertoldi, 1986)
- Lettere a Brambilla, 1985
- La mia Belluno, 1992
- Far pubblicare un romanzo. È più difficile o più facile di una volta?, 2011
- L'uomo che viveva di diritti d'autore, 2013
- Il golf, 2013
- L'antiquario, 2014.